# Île Box
L'île Box (en anglais Box Island) est une des îles Malouines (Falkland Islands).